# Tábua de cortar

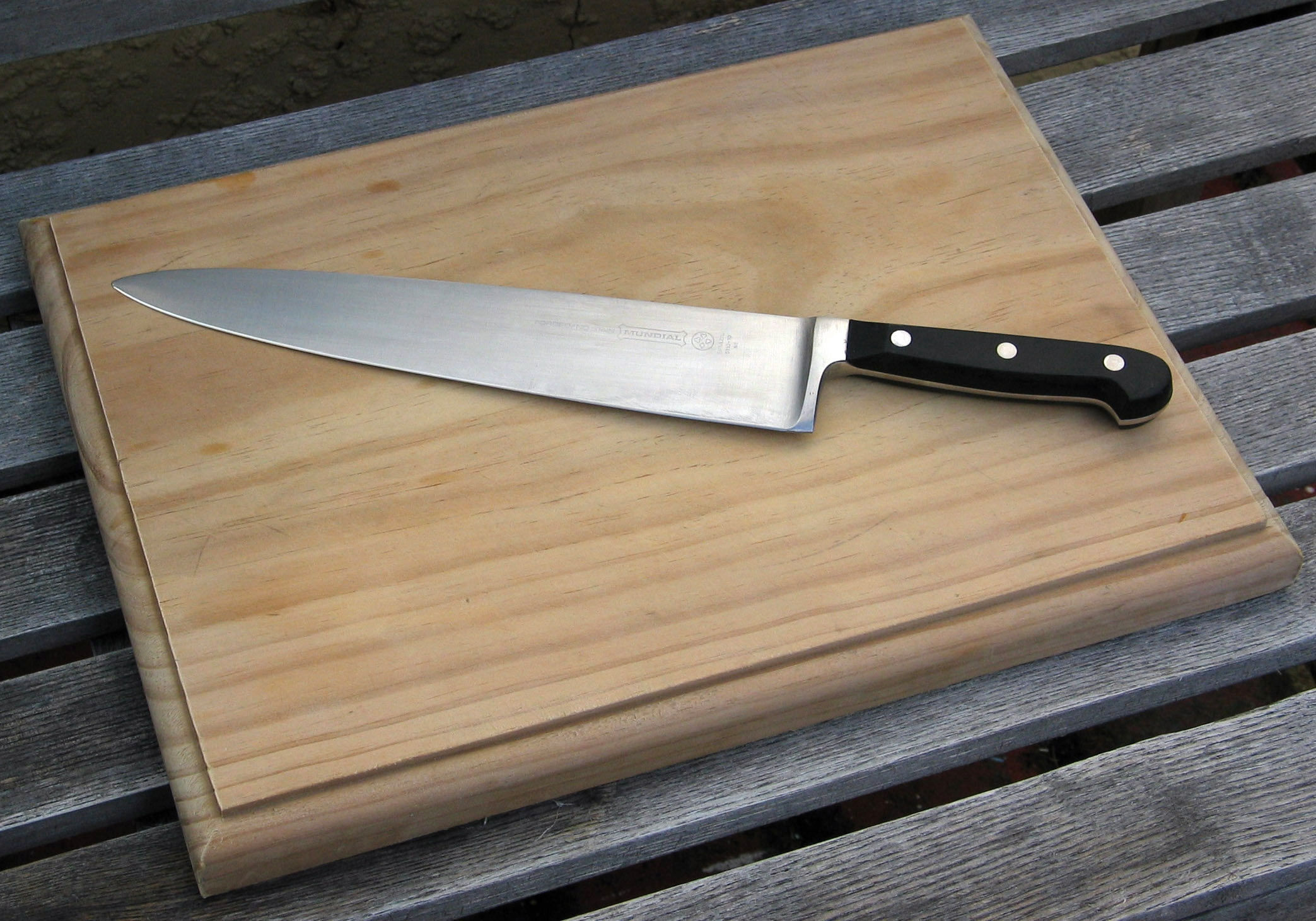
Tábua de cortar e faca de desossar

A tábua de cortar é um utensílio culinário com superfície plana que permite a preparação de alimentos. Nela são realizadas operações como cortar, picar e fatiar. Ela ajuda a proteger as bancadas ou superfícies de trabalho, impedindo arranhões ou danos causados pelas facas, e fornecem uma área designada para preparar alimentos, facilitando a limpeza e prevenindo a contaminação cruzada entre diferentes tipos de alimentos.

## História
Nas cozinhas antigas era comum encontrar-se um cepo, um pedaço de tronco de árvore com a superfície cortada à altura de uma mesa, onde se cortava a carne, tal como ainda hoje existe nos talhos à moda antiga. Para além do cepo, havia ainda uma mesa com tampo de madeira ou pedra onde se faziam os outros preparativos, tais como cortar vegetais, temperar ou rechear a carne ou o peixe.
A partir da primeira década do século XXI as cozinhas se tornaram tão pequenas que não havia espaço para todos estes acessórios – além de que a família típica, em geral mais pequena, já não precisa de uma cozinha tão grande. Por isso, o cepo e a mesa de cozinhar foram substituídos por uma mesa multi-uso e pelas tábuas de cortar, ainda de madeira e, por vezes, pedra, mas passando a aparecer também em plástico.

## Materiais
Diferentes materiais podem ser utilizados para tábuas de corte.

### Madeira e bambu
Estes materiais naturais devem ser conservados com muito cuidado, pois se descuidados podem estragar e embolorar. Com o uso, vão apresentando ranhuras, que podem propiciar multiplicação de bactérias.
O bambu, no entanto, possui propriedades anti-bacterianas, que podem prolongar a vida útil deste material.

### Vidro
Fácil de lavar, não apresenta ranhuras, e seca rapidamente, evitando as bactérias. No entanto, pode estragar o corte das facas. Também oferece o risco de quebra.

### Plástico
O polietileno é um plástico bastante utilizado para tábuas de corte, e muitas vezes recomendado para cozinhas profissionais. Não danifica o fio da faca e pode ser de cores diferentes, para o processamento de alimentos diferentes. Outros plásticos podem ser porosos e permitir a proliferação de bactérias. O uso desse material, no entanto, pode levar à ingestão de microplásticos.

## Biossegurança
No Brasil, o a Agência Nacional de Vigilância Sanitária estabelece regras para as tábuas usadas em serviços de alimentação, de forma a evitar a contaminação cruzada e promover a biossegurança. A Resolução nº 216/2004 estabelece que superfícies dos equipamentos utilizados na preparação dos alimentos "devem ser lisas, impermeáveis, laváveis e estar isentas de rugosidades, frestas e outras imperfeições que possam comprometer a higienização dos mesmos e serem fontes de contaminação dos alimentos". Por isso, utilizam-se tábuas de plástico, e não são utilizadas tábuas de madeira ou bambu.
Entre profissionais, existe um consenso sobre uso de tábuas de cores diferentes para alimentos diferentes:
- Azul: peixes e frutos do mar crus
- Amarelo: aves
- Vermelho: carnes vermelhas
- Branco: pães e laticínios
- Marrom: carnes e alimentos cozidos
- Verde: frutas e verduras